# Leticia Tarruell
Leticia Tarruell Pellegrin (Madrid, 12 de abril de 1981) es una científica española y francesa. Trabaja en el Instituto de Ciencias Fotónicas (ICFO) y está especializada en mecánica cuántica, cuark, fermión y leptón. Es la primera persona que ha producido grafeno artificial y el primer condensado de Bose-Einstein en España.

## Trayectoria
Tarruell, que tiene la doble nacionalidad española y francesa, estudió en el Conservatorio de Música de San Lorenzo de El Escorial, con la intención de dedicarse profesionalmente a la música; a los veintiún años tocaba el violín en una orquesta de cámara. También le gustaba la física y la estudió como un entretenimiento, pero finalmente se dio cuenta de que esta área le atraía más.
Después de licenciarse en Física en la Universidad Complutense de Madrid, empezó a investigar en Francia, donde se doctoró en la École normale supérieure de París-Saclay en 2008, e hizo estancias postdoctorales en Zúrich y Burdeos.
Desde 2013 trabaja en el ICFO de Castelldefels, dónde dirige el grupo de investigación de gases cuánticos ultrafríos; y desde 2022, es investigadora de la Institución Catalana de Investigación y Estudios Avanzados (ICREA).

## Reconocimientos
Tras recibir diferentes becas y reconocimientos durante su período de estudiante, entre las cuales destacan una beca del Ministerio de Educación francés (2003-2004) para los estudios de Máster, y otra del Ministerio de Investigación francés para realizar la tesis doctoral (2004-2007), en el año 2014 recibió una beca de los Premios L'Oréal-UNESCO a Mujeres en Ciencia, en 2015 el premio de la Real Sociedad Española de Física «al mejor investigador novel en física experimental»; un año más tarde, en 2016, una beca Ramón y Cajal; y, en 2020, una beca ERC Consolidator del Consejo Europeo de Investigación.